# Woszczele
Woszczele (niem. Woszczellen, 1928–1938, Woszellen, 1938–1945 Neumalken) – wieś w Polsce położona w województwie warmińsko-mazurskim, w powiecie ełckim, w gminie Ełk. W latach 1975–1998 miejscowość administracyjnie należała do województwa suwalskiego.
Wieś położona nad jez. Woszczele (180 ha) oraz jez. Sawinda Wielka (227 ha) w sąsiedztwie dużych kompleksów leśnych (sosnowych). W Woszczelach jest gimnazjum oraz szkoła podstawowa. We wsi działa od 2012 r. Stowarzyszenie Rozwoju Wsi Woszczele

## Historia
Wieś założona w 1538 roku przez Marcina Woszczelko, który otrzymał 3 włóki sołeckie celem założenia wsi na 30 włókach między Małkiniami, Chrzanowem, Siedliskami i jeziorem Sawindą. Początkowo nazwa wsi brzmiała Nowy Małkiń, potem zaczęto nazywać ją od nazwiska sołtysa. Mieszkańcom wsi przysługiwało prawo połowu ryb, nie było im jednak wolno stawiać sieci na rzekach. Mieszkańcy wsi zobowiązani byli do zaopatrywania w żywność zamku w Ełku, dostarczenia podwód i miodu dla zamku, oddawanie skór ubitej zwierzyny. Na św. Marcina (11 listopada) mieli płacić 1 fenig chełmiński albo 5 fenigów pruskich od włóki na zamek oraz dostarczać 1 korzec pszenicy i koło wosku.
W 1783 roku we wsi były dwadzieścia dwa domy, w 1821 roku liczyła ona 130 mieszkańców, a w 1939 roku – 467. Szkołę założono tu dopiero w 1840 roku. Nazwę urzędowa miejscowości – Woszellen zniemczono w 1938 roku na Neumalken.
We wsi działał piłkarski klub Płomień Woszczele, który przed sezonem 1998/1999 zmienił nazwę na KS Płomień Ełk. Klub został założony w 1996 roku.
W 1999 r. powstał Zespół Szkół Samorządowych w Woszczelach, w którego skład wchodzą: Punkt Przedszkolny, Szkoła Podstawowa im. ks. Jana Twardowskiego w Woszczelach wraz z oddziałem przedszkolnym i oddziałem zamiejscowym w Rożyńsku, Gimnazjum im. ks. Jana Twardowskiego w Woszczelach.